# Quetzalpetlatl Corona
Quetzalpetlatl Corona es una corona en Lada Terra en el planeta Venus. Latitud 68° Sur, Longitud 357° Este. Tiene un diámetro de 780 kilómetros y es la cuarta corona más grande de Venus. Se encuentra en parte en Lada Rise, con parte de la corona que se cruza con el cinturón Ammavuro-Quetzalpetlatl en la región noroeste de Lada Terra.
Lleva el nombre de Quetzalpetlatl, una diosa azteca de la fertilidad.